# Trichomycterus caliense
Trichomycterus caliense es una especie de peces de la familia Trichomycteridae en el orden de los Siluriformes.

## Morfología
Los machos pueden llegar alcanzar los 5,3 cm de longitud total.

## Distribución geográfica
Se encuentra en la cuenca del río Calima al oeste de Colombia.